# لودو
لودو (Ludo) هي فرقة روك من سانت لويس، ميزوري. في 2007 وقعت الفرقة عقداً مع ايلاند ريكوردز.

## روابط خارجية
- لودو على موقع ميوزك برينز (الإنجليزية)
- لودو على موقع أول ميوزيك (الإنجليزية)
- لودو على موقع ديسكوغز (الإنجليزية)